# Dichapetalum altescandens
Dichapetalum altescandens är en tvåhjärtbladig växtart som beskrevs av Adolf Engler. Dichapetalum altescandens ingår i släktet Dichapetalum och familjen Dichapetalaceae. Inga underarter finns listade i Catalogue of Life.